# Ulf Högström
Ulf Valfrid Högström, född 1 april 1932 i Stockholm, är en svensk meteorolog.
Efter studentexamen i Stockholm 1952 blev Högström filosofie kandidat 1957, filosofie licentiat 1961, filosofie doktor i Uppsala 1965 och docent i meteorologi vid Uppsala universitet 1964. Han var meteorolog, statsmeteorolog och förste statsmeteorolog vid SMHI 1957–64, blev forskarassistent i meteorologi vid Uppsala universitet 1964 och professor där 1979. Han invaldes i styrelsen för Internationella meteorologiska institutet i Stockholm 1977 (utsedd av Kungliga Vetenskapsakademien).